# Pico Meru
El Pico Meru (en hindi: মেরু শৃঙ্গ) es una montaña ubicada en la División de Garhwal del Himalaya, en el estado de Uttarakhand en la India. Se encuentra entre el Thalay Sagar y el Shivling, y cuenta con varias rutas de alto reto. El nombre «Meru» probablemente se originó de la palabra «espina» en idioma tamil primitivo, en referencia a la forma de la montaña. Tiene 6660 metros de altura. Fue el lugar del salto BASE más alto del mundo desde la Tierra, por Glenn Singleman y Heather Swan desde una altura de 6604 metros en junio del 2006, pero fue superado por el salto de Valery Rozov en 2013 desde la cara norte del Everest.
La montaña tiene tres picos: Sur (6660 metros), Central (6310 metros), y Norte (6450 metros). Los dos picos más altos fueron escalados antes que el difícil pico Central, que fue escalado por primera vez en 2001 por Valery Babanov en una ascensión en solitario, dos veces por otros equipos en 2006, y por primera vez por la ruta «Aleta de Tiburón» en 2001.

## Ruta Aleta de Tiburón
Esta ruta de 1400 metros al Meru Central, sigue por el pilar Nordeste, sobre la «Aleta de Tiburón», un pico de granito en la cara Noroeste descrita como una «proa», «espada» o «nariz». Su dificultad excepcional se ve incrementada por el hecho de que su escalada en roca más técnica es cercana a la punta, lo que significa que es necesario llevar equipo pesado casi todo el camino. Ha sido descrita como «una de las líneas más intentadas y codiciadas de todo el Himalaya», y como «uno de los últimos desafíos restantes de grandes muros del montañismo.»
La ruta comienza después una aproximación de dos días, una pendiente de nieve de 700 m y una rampa de roca. Después, se encuentra un muro empinado y sobresaliente conocido como «pared del océano Índico» que se escala en estilo artificial, dificultad A4. Le sigue la «pendiente de Cristal», una sección sobresaliente y expuesta de escalada artificial. La última sección combina escalada mixta y artificial.

## Intentos de escalada
El estadounidense Mugs Stump intentó la ruta en 1986, que se vio frustrada por una avalancha en las laderas más bajas. En 1988 volvió a intentarlo y fracasó de nuevo por una larga tormenta de nieve.
En 1993, un equipo formado por los británicos Paul Pritchard, Johnny Dawes, Noel Craine, Dave Kendall y Philip Lloyd hicieron un intento. Este fracaso destaca por una caída sufrida por Johnny Dawes.
Otros intentos fallidos posteriores en la década de 1990 incluyen el de Scott Backes. En 1997, Nick Bullock, Jules Cartwright y Jamie Fisher lograron llegar a una altitud de 6100 m.
Pete Takeda y Dave Sheldon hicieron tres intentos, en 1998, 1999 y 2001, todos fallidos.
En 2001, el ruso Valery Babanoc escaló la parte inferior de la ruta hasta 5800 m antes de descender. Hizo cumbre usando otra ruta, que después fue conocida como «Shangri-La». Esta fue la primera vez que alguien hizo cumbre en el Meru Central.
En 2003, los estadounidenses Conrad Anker, Doug Chabot y Bruce Miller completaron la parte inferior de la pared antes de desviarse hacia unos surcos de hielo, y finalmente dieron marcha atrás.
En 2004, una expedición japonesa fracasó luego de un accidente donde uno de sus miembros resultó herido. Este mismo equipo realizó un segundo intento en 2006 saliendo desde la ruta «Aleta de Tiburón» para alcanzar la cima.
En octubre de 2006, los escaladores checos Marek Holecek y Jan Kreisinger hicieron un intento, pero salieron de la arista a mitad de camino para seguir con éxito una ruta más fácil hacia la cima.
En 2008, el equipo conformado por Conrad Anker, Jimmy Chin y Renan Ozturk llegaron a 150 m de la cima antes de dar marcha atrás. Se enfrentaron a tormentas severas que los obligaron a pasar cuatro días en una tienda colgante, agotando sus suministros de alimentos.
En 2009, los eslovenos Silvo Karo, Marko Lukic y Andrej Grmovsek intentaron sin éxito la ruta, dando media vuelta en la base de la cabecera, debido a equipo insuficiente, pobre aclimatación y una aproximación en estilo alpino.
La primera ascensión por la ruta fue lograda en octubre de 2011 por Conrad Anker, Jimmy Chin y Renan Ozturk, el mismo equipo que falló por muy poco en 2008. Su intento fue hecho tan solo 5 meses después de que Ozturk sufriera serias lesiones en la columna vertebral y en el cráneo mientras esquiaba. Superaron una tienda colgante rasgada, un accidente cerebrovascular leve sufrido por Ozturk, pero citaron un excelente clima como factor en su éxito, lo que fue reconocido por el Libro Guinness de los récords como la primera ascensión a este pico. Alcanzaron la cima al octavo día, y les tomó tres días descender.
En 2015 fue estrenado el largometraje Meru, que documentaba los dos intentos del equipo de Anker a la ruta con imágenes tomadas por Chin y Ozturk en ambos intentos.